# What Men Want
What Men Want (bra: Do Que os Homens Gostam) é um filme estadunidense de 2019, do gênero comédia romântica, dirigido por Adam Shankman e estrelado por Taraji P. Henson, Aldis Hodge, Josh Brener, Erykah Badu, Richard Roundtree e Tracy Morgan. É o remake solto do filme What Women Want, de 2000.

## Elenco
- Taraji P. Henson como Alison "Ali" Davis
- Aldis Hodge como Will Thomas
- Josh Brener como Brandon Wallace
- Erykah Badu como Irmã
- Richard Roundtree como Skip Davis
- Tracy Morgan como Joe "Dolla" Barry
- Shane Paul McGhie como Jamal Barry
- Pete Davidson como Danny
- Auston Jon Moore como Ben Thomas
- Brian Bosworth como Nick Ivers
- Chris Witaske como Eddie
- Max Greenfield como Kevin Myrtle
- Jason Jones como Ethan Fowler
- Tamala Jones como Mari
- Wendi McLendon-Covey como Olivia
- Phoebe Robinson como Ciarra
- Kellan Lutz como Captain Fucktastic
- Ashani Roberts como Gabby
- Cristian Gonzalez como Louis

## Lançamento
O filme foi lançado nos cinemas dos Estados Unidos em 8 de fevereiro de 2019.

## Recepção

### Bilheteria
What Men Want arrecadou 54,6 milhões de dólares nos Estados Unidos e no Canadá e 17,6 milhões de dólares em outros territórios, para um total mundial de 72,2 milhões de dólares, contra um orçamento de produção de 20 milhões de dólares.

### Resposta da crítica
No site agregador de críticas Rotten Tomatoes, 41% das 149 resenhas dos críticos são positivas, com uma classificação média de 5,1/10. O Metacritic, que usa uma média ponderada, atribuiu ao filme uma pontuação de 49 em 100, baseado em 29 críticos, indicando críticas "mistas ou médias". O público consultado pelo CinemaScore deu ao filme uma nota média de "A−" em uma escala de A+ a F, enquanto aqueles no PostTrak deram a ele uma pontuação geral positiva de 82% e uma "recomendação definitiva" de 69%.